# Limbi altaice
Limbile altaice sunt o familie de aproximativ 60 de limbi înrudite, vorbite de circa 330 de milioane de oameni, răspândite mai cu seamă în Asia Centrală și de Est. Înrudirea dintre aceste limbi este o problemă în plină dezbatere între lingviști, unii dintre ei respingând ipoteza unei legături genetice între aceste limbi.
Familia limbilor altaice se presupune că ar cuprinde următoarele subfamilii: limbile turcice, limbile mongolice și limbile tunguze. La acestea mulți cercetători adaugă limba coreeană și limbile japonice (reprezentate în principal de limba japoneză). Ipoteza apartenenței limbii ainu la aceeași familie este considerată puțin plauzibilă.
Similaritățile dintre limbile altaice, evidente dealtfel, sunt puse de mulți lingviști pe seama moștenirilor "genetice" de la o limbă unică (limba proto-altaică), dar de asemenea numeroși sunt aceia care privesc aceste asemănări ca fiind efectul unei îndelungi conviețuiri a unor popoare care vorbeau la origine limbi diferite dar care au împrumutat masiv unele de la altele (concept cunoscut sub numele de Sprachbund).
Susținătorii ipotezei limbilor altaice aduc argumente precum: armonia vocalică, lipsa genului gramatical, și tipologia aglutinativă. Au fost găsite numeroase similarități (corespondențe regulate) între gramatica, lexicul și sintaxa acestor limbi.
Atenție: limba oficială a Republicii Altai din Federația Rusă se numește tot limba altaică, și este una din membrele familiei de limbi turcice.